# 2005년 상하이 국제 영화제
제8회 상하이 국제 영화제는 2005년 6월 11일에 열린 시상식이다.

## 수상 및 후보

### 심사위원대상
- 나에게 표창장을 줘요 - 황젠신 수상

### 진주에상 작품상
- 마을 사진첩 - 미하라 미츠히로 수상

### 진주에상 감독상
- 영 언더슨 - Rumle Hammerich 수상

### 진주에상 여우주연상
- 타임 투 러브 - 자오웨이 수상

### 진주에상 남우주연상
- 마을 사진첩 - 후지 타츠야 수상

### 진주에상 각본상
- 나에게 표창장을 줘요 - Huang Xin 외1명 수상

### 진주에상 촬영상
- 아버지의 밀실 - 스튜어트 드라이버그 수상

### 진주에상 음악상
- 타임 파 패스트 - Huu Phuc Dang 수상

### 아시아신인작품상
- 레인메이커 - 라비 L. 바르와니 수상

### 아시아신인감독상
- 미완의 이야기 - 핫산 엑타파나 수상